# Шемуровський Владислав Віталійович
Владисла́в Віта́лійович Шемуро́вський (23 серпня 1993 — 31 серпня 2016) — боєць Української Добровольчої Армії; учасник російсько-української війни.

## Короткий життєпис
Народився 1993 року в місті Радивилів (Рівненська область). Навчався в Радивилівській середній школі № 2; 2011 року закінчив Радивилівське ПТУ № 26.
Активний учасник Революції Гідності, залучений до громадянської блокади Криму у складі «Правого сектора». У часі війни — боєць 8-го окремого батальйону «Аратта» Української добровольчої армії. На собі виносив поранених під час обстрілів.
31 серпня 2016 року загинув від кулі снайпера під час виконання бойового завдання поблизу села Широкине (Волноваський район Донецької області).
2 вересня 2016 року похований у Радивилові на міському кладовищі. Цей день в Радивилівському районі оголосили Днем жалоби. Люди вздовж вулиці, де проходила похоронна процесія, ставали навколішки.
Без сина лишилася мама Оксана Леонідівна.

## Нагороди
- В 2021 році був нагороджений орденом «За мужність» III ступеня (посмертно)[1]
- 30 листопада 2017 року в Радивилівській ЗОШ № 2 відбулись заходи з нагоди відкриття меморіальної дошки Владиславу Шемуровському.